# Sobarocephala imitans
Sobarocephala imitans är en tvåvingeart som beskrevs av Charles Howard Curran 1934. Sobarocephala imitans ingår i släktet Sobarocephala och familjen träflugor.
Artens utbredningsområde är Guyana. Inga underarter finns listade i Catalogue of Life.